# Komlosaurus
 Komlosaurus  («lagarto de Kómlo») es un icnogénero de dinosaurio terópodo cuyos fósiles se encontraron en estratos del Jurásico Inferior de Baranya, en Hungría. La especie tipo, Komlosaurus carbonis, fue descrita por Kordos en 1983. El espécimen holotipo provienen de la Formación Mecsek Coal, la cual data de mediados del Hettangiense a inicios del Sinemuriense, e incluye varias huellas fósiles.
En los depósitos del Hettangiense/Sinemuriense del área de Komló (Monte Mecsek, Hungría), las huellas de dinosaurios del Jurásico asignadas a la icnoespecie K. carbonis constituyen los únicos datos de dinosaurios publicados de esa región, si bien se han encontrado allí varios registros de flora extinta y polen fósil. Las huellas aparecen en varios niveles de lechos de sedimentos de grano fino. Los principales registros de fósiles son en las minas a cielo abierto de Karolina y Vasas, en el monte Mecsek cerca de Pécs. La colección de huellas de Komlosaurus puede ser vista en el Museo de Historia Natural de Hungría en Budapest, además de algunos especímenes en el Museo de Historia Local de Komló.

## Clasificación
Komlosaurus fue clasificado originalmente como un icnogénero de dinosaurio ornitópodo, pero nuevos hallazgos de huellas (los especímenes Muz. PIG. 1624.II.1, 1624.II.2, 1624.II.3 y 1624.II.4) llevaron a considerar a Komlosaurus como huellas de dinosaurio terópodo y además, como un posible sinónimo de otros icnogéneros de dinosaurios, asignando las huellas más pequeñas a Grallator tuberosus y las más grandes y delgadas a Kayentapus soltykovensis. Los hallazgos efectuados en 1988 en el valle Karolina permitieron recuperar dos rastros de huellas separados del área, los cuales tienen varias diferencias morfológicas con respecto a Grallator y Kayentapus, por lo que se considera que Komlosaurus es lo suficientemente distinto de los más robustos gralatóridos como para ser un icnogénero válido. Las huellas de Komlosaurus se caracterizan por ser tridáctilas, de dedos delgados y largos, con impresiones frecuentemente curvadas, con un ángulo de divaricación entre los dígitos II-IV de 72 grados, con impresiones de la almohadilla del pie y el hallux. La abundancia de rastros, los distintos tamaños de los individuos (con huellas de 9.5 a 26 centímetros de largo, y de 7 a 16 centímetros de anchura), la velocidad de zancada similar de los mismos - de 6 a 14 kilómetros por hora - y el hecho de que posean el mismo tipo de preservación sugieren que estos animales se desplazaban en grupos.